# Phototaxis

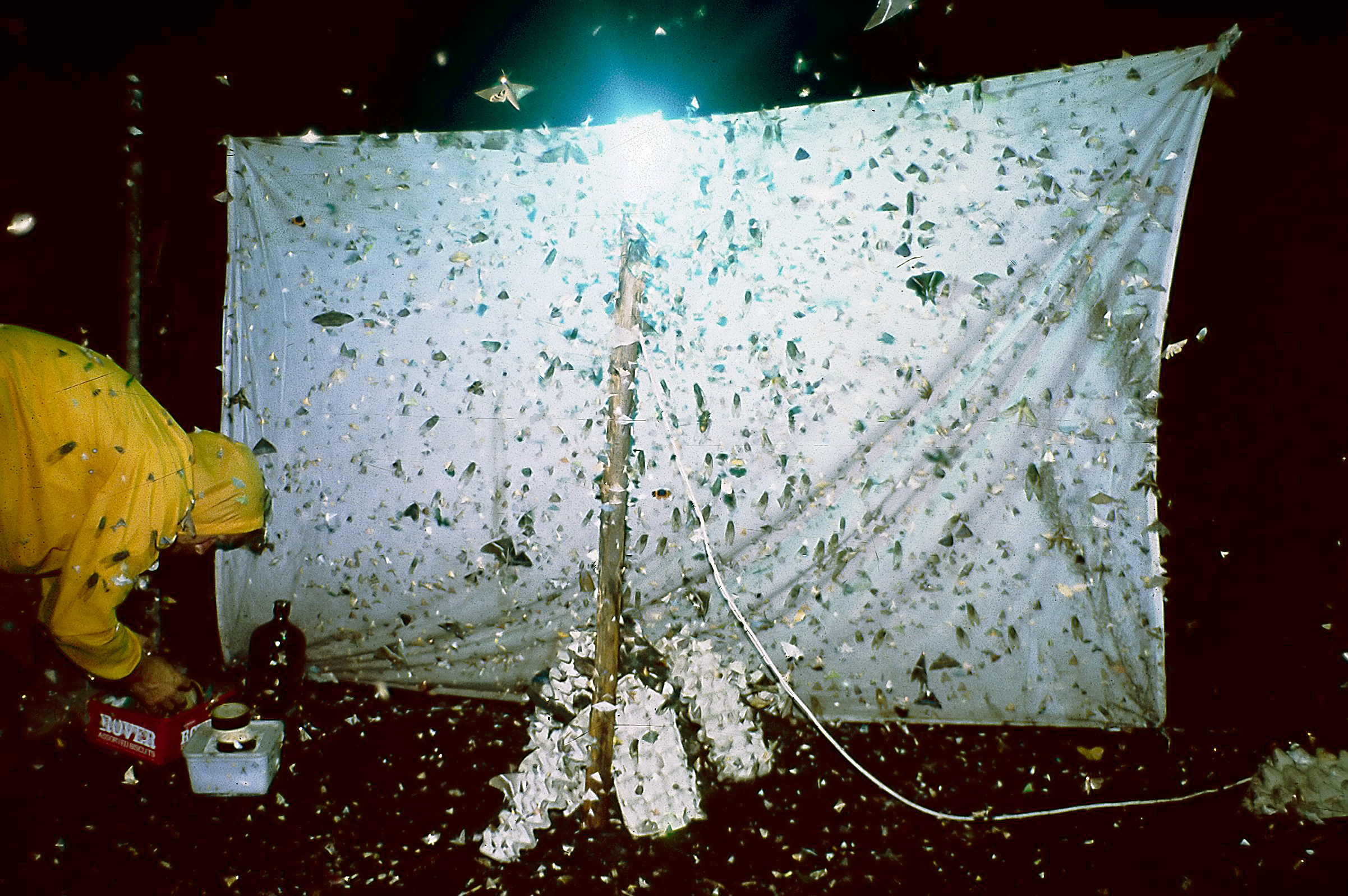
Motten sind positiv phototaktisch

Als Phototaxis wird eine durch Unterschiede der Beleuchtungsstärke (Beleuchtungsstärkengradient) in ihrer Richtung beeinflusste Fortbewegung von Organismen bezeichnet. Positive Phototaxis bezeichnet die Bewegung in Richtung höherer Beleuchtungsstärke, negative Phototaxis die Bewegung in Richtung niedrigerer Beleuchtungsstärke. Bei einer amphitropen Phototaxis bewegen sich einige Organismen einer Gruppe von gleichartigen Organismen in Richtung der höheren Beleuchtungsstärke und einige in Richtung niedriger Beleuchtungsstärke.
Das zum Licht hin gerichtete Wachstum von Pflanzen oder die Bewegung von Teilen der Pflanze wird demgegenüber als Phototropismus bezeichnet. 
Organismen können auf verschiedene Beleuchtungsstärken unterschiedlich reagieren. So zeigen einige Flagellaten bei schwacher Beleuchtung eine positive Phototaxis, bei stärkerer Beleuchtung eine negative Phototaxis. Auch bei verschiedenen Lichtwellenlängen reagieren einige Organismen unterschiedlich: So reagieren phototrophe Bakterien oft positiv phototaktisch auf Lichtwellenlängen, die von ihren phototrophen Pigmenten absorbiert werden, während sie bei Licht anderer Wellenlängen nicht oder negativ phototaktisch reagieren.
Manche Organismen bewegen sich in bestimmten Winkeln zum Lichteinfall; in diesem Fall spricht man von Dia- oder Transversalphototaxis.
Die erste Beschreibung der Phototaxis stammt von Gottfried Reinhold Treviranus 1803 bei grünen Schwärmern, was er 1817 veröffentlichte. Seitdem sind phototaktische Reaktionen in beinahe allen Tiergruppen festgestellt worden. Alle diese Organismen müssen zwangsläufig über eine Form von Lichtrezeptoren verfügen.
Als Photokinetik wird die Abhängigkeit der Bewegungsgeschwindigkeit von der Intensität der Lichtstrahlung bezeichnet. Bei einer positiven Photokinesis bewegt sich ein Organismus bei stärkerem Lichteinfall schneller, bei der negativen Photokinese langsamer. Eine Reihe von Organismen bewegt sich bei Dunkelheit gar nicht (Dunkelstarre), andere stellen ihre Bewegung bei Lichteinfall ein (Lichtstarre). Die resultierende Kurve der Photokinese ist in der Regel eine Optimumskurve.

## Phototaxis bei Wirbellosen

### Quallen
Positive und negative Phototaxis kommt in vielen Quallen vor, wie zum Beispiel bei denen der Gattung Polyorchis. Quallen benutzen Ocellen um Licht wahrzunehmen. Dabei nehmen sie Schatten war, die Räuber anzeigen, denen sie dann aus dem Weg gehen können. Licht zeigt ihnen hingegen an, dass sie ungestört Nahrung aufnehmen können. Viele tropische Quallen leben in Symbiose mit Zooxanthellen, die in den Zellen der Quallen leben und Photosynthese betreiben. Die Zooxanthellen ernähren diese Quallen, während die Quallen sie schützen, und sie zu Lichtquellen wie der Sonne bringen, um ihre Photosynthese-Leistung zu maximieren. Die Quallen können im Schatten entweder still bleiben, oder sich schnell und ruckartig bewegen, um Räubern zu entkommen, oder sich auch zu einer neuen Lichtquelle orientieren.

### Mariner Ringelwurm

Geschlechtsreifes Weibchen von Platynereis dumerilii

Phototaxis ist am marinen Ringelwurm Platynereis dumerilii gut untersucht:
Platynereis dumerilii Trochophora- und Metatrochophora-Larven sind positiv phototaktisch. Phototaxis in diesen Larven wird von einfachen Augenflecken vermittelt, die aus einer Pigmentzelle und einer Photorezeptorzelle bestehen. Die Photorezeptorzelle bildet Synapsen direkt zu Wimpernzellen, mit denen die Larven schwimmen und steuern. Die Augenflecken erzeugen kein räumliches Bild, daher rotieren die Larven, um ihre Umgebung nach der Lichtrichtung zu scannen.
Platynereis dumerilii Nektochaeten-Larven können zwischen positiver und negativer Phototaxis wechseln. Phototaxis wird bei ihnen durch zwei Paare von komplexeren definiten Augen (Pigmentbecherozellen) vermittelt. Diese Augen haben mehr Photorezeptorzellen, die von Pigmentzellen beschattet werden. Die Photorezeptorzellen bilden keine direkten Synapsen zu Wimpern- oder Muskelzellen, aber dafür zu Interneuronen eines Verrechnungszentrums. So kann die Information aller vier Augen zu einem niedrigaufgelösten Bild mit vier Pixeln verrechnet werden, so dass die Larve ohne zu rotieren weiß, woher das Licht kommt. Dies ist eine Anpassung an das Leben am Meeresboden, wo sich die Nektochaeten-Larven aufhalten, wobei das Scannen mit Rotieren eher für Trochophora-Larven geeignet ist, die in der offenen Wassersäule leben. Phototaktisch reagieren die Nektochaeten-Larven von Platynereis dumerilii über einen großen Wellenlängenbereich, der mindestens von drei Opsinen abgedeckt wird, die von den definiten Augen exprimiert werden: Zwei rhabdomerischen Opsinen und einem Go-opsin.
Jedoch ist nicht jedes Verhalten, das aussieht wie Phototaxis, auch Phototaxis: Nektochaeten- und Metatrochophora-Larven von Platynereis dumerilii schwimmen zunächst nach oben, wenn sie mit UV-Licht stimuliert werden, das auch von oben kommt. Nach einer Weile wechseln die Larven die Richtung und schwimmen nach unten, so dass sie UV-Licht vermeiden. Die Larven scheinen von positiver zu negativer Phototaxis zu wechseln (siehe Video links), aber sie schwimmen auch nach unten, wenn das Licht ungerichtet von der Seite kommt. Daher schwimmen die Larven nicht zum oder weg vom Licht, sondern nach unten zum Zentrum der Schwerkraft. Dies ist eine durch UV-Licht bewirkte Gravitaxis. Positive Phototaxis (Schwimmen zum Licht von der Oberfläche) und positive Gravitaxis (Schwimmen zum Zentrum der Schwerkraft) werden in verschiedenen Wellenlängenbereichen aktiviert und heben sich bei einem bestimmten Verhältnis von Wellenlängen auf. Die Wellenlängenzusammensetzung ändert sich mit der Wassertiefe: Kurze (UV, Violett) und lange (Rot) Wellenlängen verschwinden zuerst, daher bilden Phototaxis und Gravitaxis einen ratio-chromatischen Tiefenmesser, der den Larven erlaubt, ihre Tiefe mit der Farbe des umgebenden Wassers zu messen. Dies hat zu einem helligkeitsbasierten Tiefenmesser den Vorteil, dass die Farbe gleich bleibt und zwar unabhängig von der Tageszeit oder ob es bewölkt ist.